# 1. máje (Třinec)
1. máje (dříve také Masarykova třída) je jedna z nejvýznamnějších ulic v Třinci. Na jedné straně ulice navazuje na Jablunkovskou ulici, na druhé straně se napojuje na Frýdeckou ulici. Ulice se nachází v historickém centru města, nazývaném Staré Město.

## Historický vývoj

### Návštěva T. G. Masaryka
V roce 1930, když Třinec navštívil tehdejší československý prezident Tomáš Garrigue Masaryk, stála před obchodním domem E. Blumenfelda, jenž se nacházel v místech nynější světelné křižovatky na konci ulice, tribuna.

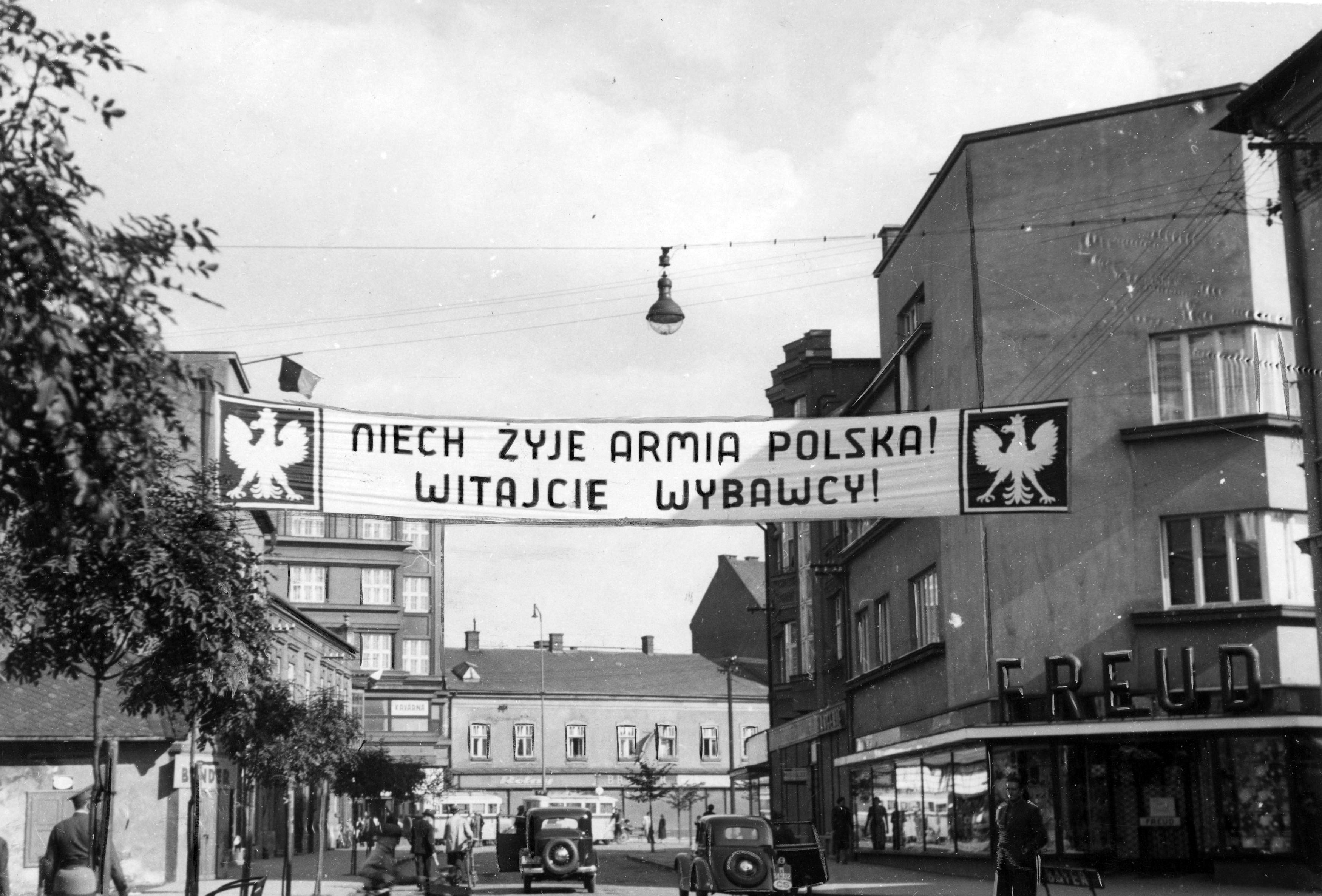
Transparent vítající polskou armádu v roce 1938

### Polské obsazování Těšínska
V roce 1938, když polská armáda začala obsazovat Těšínsko, byl na ulici vyvěšen transparent, jenž obsazující armádu vítal.

### Přesun centra města do Lyžbic
V rozmezí 50. až 80. let 20. století se centrum města začalo ze Starého města postupně přesouvat do Lyžbic, kde vznikla dvě nová náměstí, dnes náměstí Svobody a náměstí T. G. Masaryka.

## Popis
V roce 2014 byla ulice zrekonstruována. Do ulice ústí ulice Smetanova, Dvořákova, Žižkova a Staroměstská.
Na ulici se nachází několik historických domů, včetně jednoho, známého jako Classic club, který byl postaven v roce 1931. V budově se nachází kavárna, apartmány a kanceláře. V roce 2022 byla budova zrekonstruována. Na ulici se nachází také budova Úřadu práce ČR.

## Pomník

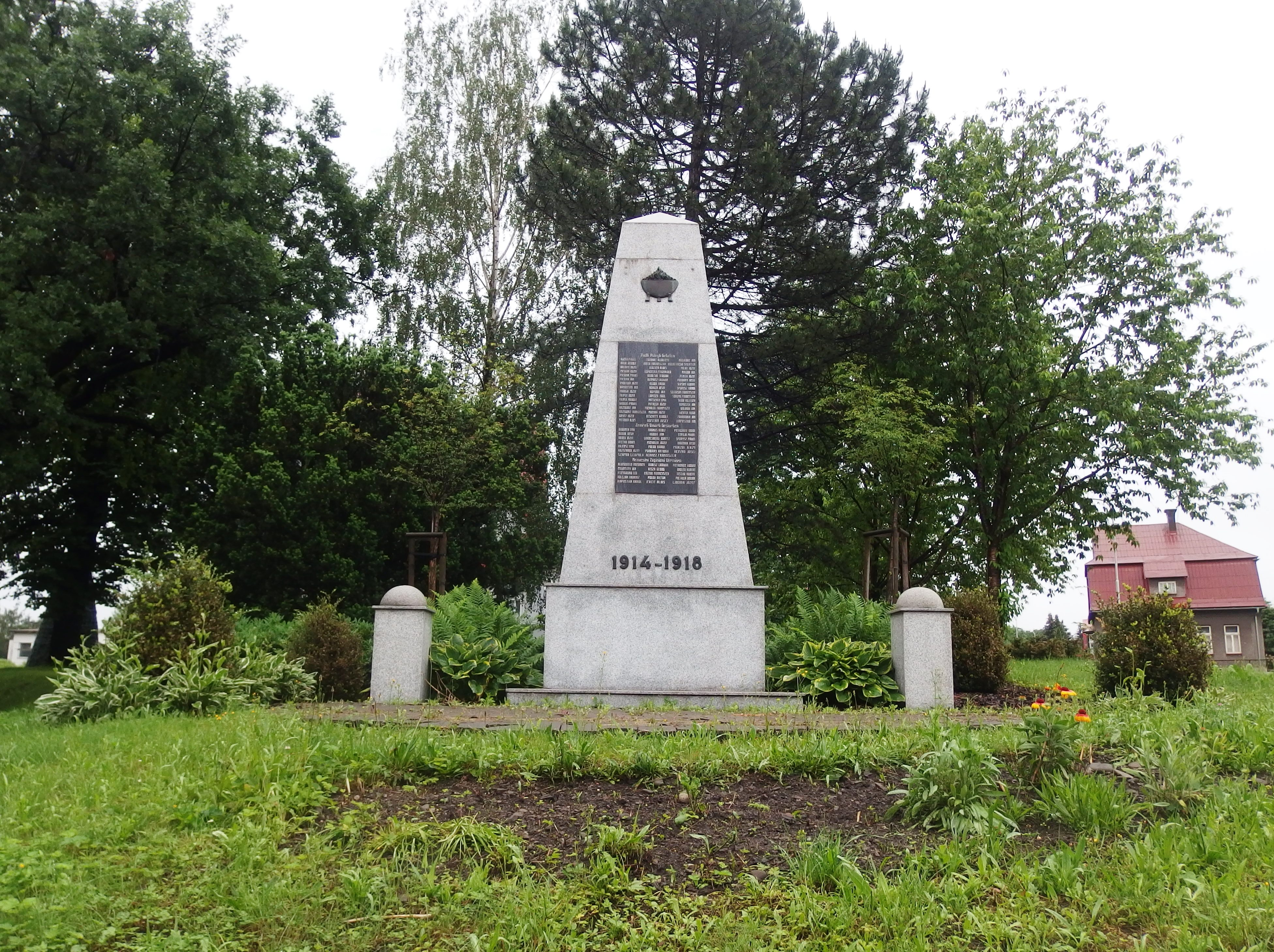
Pomník

Na ulici se nachází pomník věnovaný padlým v 1. světové válce.

## Fotogalerie

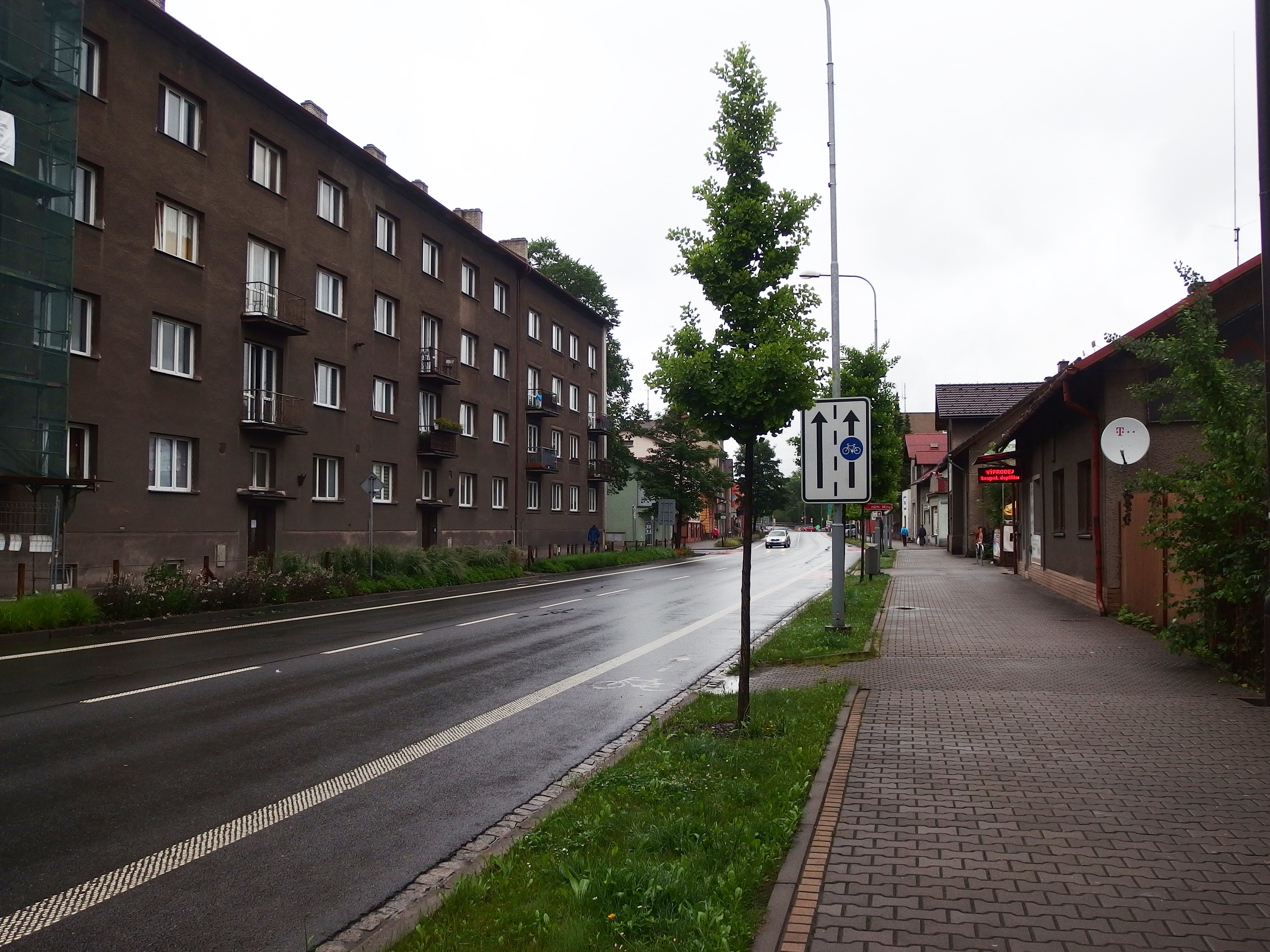
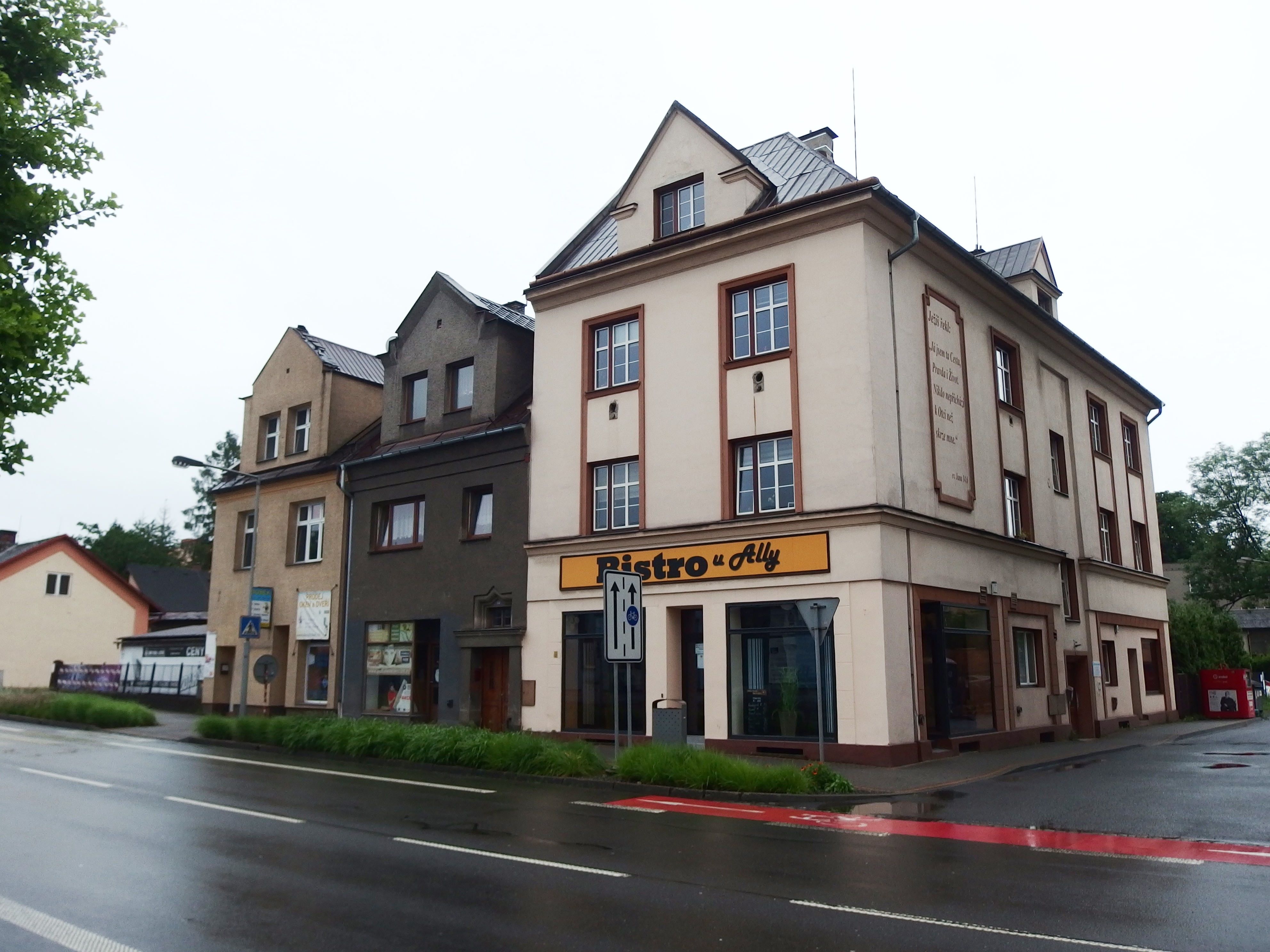
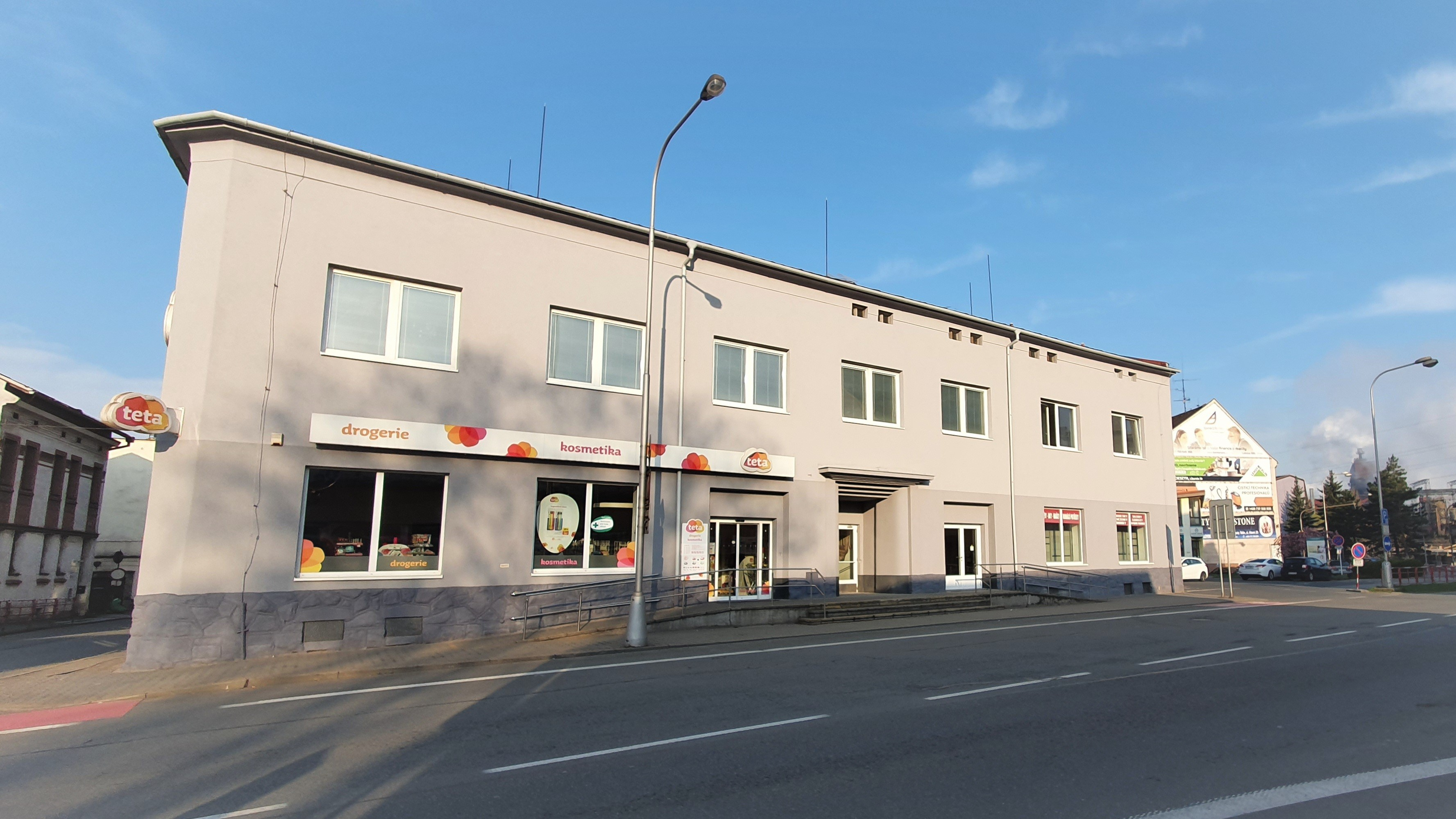
Dělnický dům